# Platichthys
Platichthys – rodzaj ryb z rodziny flądrowatych (Pleuronectidae). 

## Występowanie
Wody słodkie, półsłodkie i słone. 

## Klasyfikacja
Gatunki zaliczane do tego rodzaju:
- Platichthys flesus - stornia[3], flądra[3]
- Platichthys luscus
- Platichthys solemdali[4]
- Platichthys stellatus